# 段学渊
段学渊，中华人民共和国政治人物、全国脱贫攻坚先进个人。

## 生平
段学渊任博乐市青得里镇崩很特村村医。因在脱贫攻坚战中作出突出贡献，2021年2月25日全国脱贫攻坚总结表彰大会上，段学渊被授予“全国脱贫攻坚先进个人”。